# Saturation II
Albums de Brockhampton
Saturation
(2017) Saturation III
(2017)
Singles
1. Gummy
Sortie : 2 août 2017
2. Swamp
Sortie : 8 août 2017
3. Junky
Sortie : 15 août 2017
4. Sweet
Sortie : 22 août 2017

Saturation II, stylisé SATURATION II, est le deuxième album studio de Brockhampton, sorti le 25 août 2017 sur les labels Question Everything et Empire.

## Réception
Saturation reçoit de bonnes critiques.

## Liste des titres
| No  | Titre   | Auteur                                                                                  | Producteur(s)                                       | Durée |
| --- | ------- | --------------------------------------------------------------------------------------- | --------------------------------------------------- | ----- |
| 1.  | Gummy   | Ian Simpson, William Wood, Ameer Vann, Dominique Simpson, Matt Champion, Russell Boring | Romil Hemnani, Q3 (Jabari Manwa, Kiko Merley), Joba | 4:20  |
| 2.  | Queer   | Champion, Wood, I. Simpson, D. Simpson, Vann                                            | Hemnani, Manwa                                      | 3:47  |
| 3.  | Jello   | I. Simpson, Champion, Vann, D. Simpson, Boring                                          | Hemnani, Bearface                                   | 4:00  |
| 4.  | Teeth   | Vann                                                                                    | Hemnani                                             | 1:20  |
| 5.  | Swamp   | I. Simpson, Champion, Vann, Wood, D. Simpson, Boring                                    | Manwa                                               | 4:11  |
| 6.  | Scene 1 | I. Simpson, Robert Ontenient                                                            | Hemnani                                             | 0:39  |
| 7.  | Tokyo   | Boring, I. Simpson, Vann, D. Simpson                                                    | Hemnani, Manwa                                      | 3:12  |
| 8.  | Jesus   | I. Simpso, Ciarán McDonald                                                              | Hemnani                                             | 1:20  |
| 9.  | Chick   | Champion, Vann, D. Simpson, I. Simpson                                                  | Hemnani                                             | 3:24  |
| 10. | Junky   | I. Simpson, Vann, Wood, Boring, Champion, D. Simpson                                    | Hemnani, Q3, Joba                                   | 4:08  |
| 11. | Scene 2 | I. Simpson, Ontenient                                                                   | Hemnani                                             | 0:29  |
| 12. | Fight   | Vann, D. Simpson, I. Simpson, Wood                                                      | Hemnani, Kevin Abstract                             | 3:01  |
| 13. | Sweet   | Champion, I. Simpson, D. Simpson, Wood, Vann, Boring                                    | Kiko Merley, Hemnani, Manwa                         | 4:34  |
| 14. | Gamba   | D. Simpson, I. Simpson, McDonald                                                        | Hemnani, Manwa, Kevin Abstract                      | 3:22  |
| 15. | Sunny   | Wood, I. Simpson, Vann, Boring, McDonald                                                | Bearface, Hemnani                                   | 2:50  |
| 16. | Summer  | McDonald                                                                                | Bearface                                            | 3:24  |

Notes
- Tous les titres sont stylisés en majuscule.
- Gummy contient un sample de Star Against the Night de Veronica Petrucci[8].
- Queer contient un sample de In the Streets de Lil Wyte.
- Teeth contient un sample de DD_Vox_125_G_Lp6_Oohaah.wav de Loopmasters.
- Sweet contient un sample de KVV_140_E_19b_FEMALE_HARMONY de Loopmasters.
- Sunny contient un sample de Torn par Natalie Imbruglia.

## Classements hebdomadaires
| Classement (2017)                   | Meilleure position |
| ----------------------------------- | ------------------ |
| Belgique (Flandre Ultratop)         | 108                |
| Canada (Canadian Albums Chart)      | 50                 |
| États-Unis (Billboard 200)          | 57                 |
| États-Unis (Top R&B/Hip-Hop Albums) | 34                 |
| France (SNEP Téléchargement)        | 116                |
| Nouvelle-Zélande (RIANZ)            | 35                 |
| Pays-Bas (Mega Album Top 100)       | 156                |
| Royaume-Uni (R&B Albums)            | 17                 |